# SOZA
SOZA (Словацкое общество исполнительских прав)(Slovak Performing Rights Society) — ассоциация словакских обществ, занимающихся защитой авторских и смежных прав в Словакии. 
Член обществ CISAC (1970), BIEM (1973) и GESAC (2005), SOZA было изначально основано как Словакское авторское общество  (slovenský autorský sväz hudobných skladateľov, spisovateľov в nakladateľov (САС), или как «Словацкий Союз авторов сочинителей музыки, авторов и исполнителей» в 1939 году. В соответствии с разрешением Министерства культуры Словакии SOZA защищает авторские права в области музыки со всего мира, выполняет коллективное управление правами в соответствии с Законом об авторском праве.
Словакия присоединилась к Бернской конвенции 1 января 1993 года.
В своей работе SOZA руководствуется Законом об охране авторских прав Словакии (Закон № 618/2003 «Об авторском праве и смежных правах»), Бернской конвенцией об охране литературных и художественных произведений и др. Soza заключил 66 международных взаимных соглашений о взаимном представительстве для обеспечения защиты авторских прав словацких авторов музыки во всех странах.
SOZA предоставляет лицензии на использование музыкальных произведений и выбор лицензионных платеже. Лицензии SOZA дают разрешение на использование музыкальных произведений:
— в общественных местах;
— с помощью электронных устройств;
— на радио и телевизионном вещании;
— через кабельную ретрансляцию;
— в кинотеатрах;
— в фильмах;
— при распространении с помощью электронных сетей связи (Интернет, мобильные сети).
SOZA собирает лицензионные платежи и компенсационные лицензионные платежи за использование пустых аудиовизуальных средств, предназначенных для записи музыки.